# Ребинский, Сергей Григорьевич
Сергей Григорьевич Ребинский — российский государственный деятель, народный депутат РСФСР и РФ (1990—1993).
Родился 04.05.1955 в г. Пярну Эстонской ССР в семье военнослужащего.
Член КПСС в 1983—1991.
Окончил Липецкий политехнический институт (1977).
Работал мастером цеха на Липецком тракторном заводе. После службы в армии — мастер, начальник цеха на Липецком станкостроительном заводе.
Зам. начальника (1981—1983), начальник (1983—1986) цеха по производству технологического оборудования на трубном заводе объединения «Липецксантехника».
С марта 1986 г. главный инженер, с августа 1987 г. директор Думиничского чугунолитейного завода (п. Думиничи Калужской области).
С 1990 г. директор Московского завода им. Войкова (после приватизации (1992) — АО «Радикон») (до его ликвидации).
Народный депутат РСФСР и РФ (1990—1993), избран по Сухиничскому территориальному избирательному округу.
В настоящее время живёт за границей, сохраняя российское гражданство.
Участвовал в нескольких аграрных проектах на территории России и Белоруссии, окончившихся безрезультатно.